# Thor (Schiff, 1951)
Das Küstenwachschiff Thor (in isländischer Schreibweise: Þór), auch als Nýi-Þór (Neue-Thor) oder Thor III bezeichnet, war ein Schiff der isländischen Küstenwache. Das Schiff war von 1951 bis 1983 das Flaggschiff der isländischen Küstenwache und nahm an allen Kabeljaukriegen mit dem Vereinigten Königreich teil.

## Geschichte
Das Schiff wurde in Dänemark im Jahr 1951 für die isländische Küstenwache aus Stahl gebaut. Das 920-Tonnen-Schiff ist 55,9 Meter lang und 9,5 Meter breit.
Es war mit zwei 57-mm-Kanonen bestückt und nahm an allen Kabeljaukriegen mit dem Vereinigten Königreich teil.
Das Schiff wurde im Jahr 1972 grundlegend renoviert. Zu einem Zwischenfall kam es am 7. Januar 1976, als die Thor 35 Seemeilen vor der isländischen Küste mit der britischen Fregatte HMS Andromeda kollidierte. Die Royal Navy vertritt den Standpunkt, dass die Thor versucht habe, die Fangnetze des britischen Trawlers Portia zu kappen, dabei abrupt den Kurs änderte und die Fregatte rammte. Island dagegen beharrte darauf, dass die Andromeda stattdessen die Thor gerammt habe. Im Jahr 1983 wurde die Thor verkauft und von der Slysavarnaskóli sjómanna (wörtlich „Unfallverhütungsschule der Seeleute“) als Ausbildungsschiff zur Unfallverhütung in der Seefahrt eingesetzt. Das Schiff wurde in Sæbjörg umgetauft. Als 1998 mit der Eröffnung des Tunnels unter dem Hvalfjörður die bisherige Autofähre Akraborg zwischen Reykjavik und Akranes zur Verfügung stand, wurde diese zur neuen Sæbjörg und die ehemalige Þór in Privatbesitz verkauft. 2012 wurde sie verschrottet.

## Name des Schiffs
Der Namensgeber Thor ist ein Gott der nordischen Mythologie.
Die isländische Küstenwache betrieb schon vier Schiffe mit Namen Thór: Das erste Schiff existierte ab 1920, das zweite ab 1930. Auf das hier beschriebene dritte Fahrzeug folgte 2011 die vierte Thor.